# ژیخلینک
ژیخلینک (به چکی: Žichlínek) یک منطقهٔ مسکونی در جمهوری چک است که در شهرستان اوستی ناد اورلیتسی واقع شده‌است. ژیخلینک ۱۰٫۷۳ کیلومتر مربع مساحت و ۹۹۳ نفر جمعیت دارد و ۳۴۸ متر بالاتر از سطح دریا واقع شده‌است.